# Tommaso da Modena
Tommaso da Modena (ponekad i kao Tommaso Baffini) (Modena, između 9. III. 1325. i 6. VI. 1326 – Modena, prije 16. VII. 1379.) bio je talijanski slikar iz sredine 14. stoljeća.

## Životopis
Tommaso je izučio slikarstvo u Veneciji i radio je uglavnom u sjevernoj Italiji, ali i na dvoru Karla IV. u Pragu.
Dvije se slike u dvorcu Karlstein pripisuju njemu: Ecce Homo i Madonna. Slika Sv. Katarine nalazi se u Gallerie dell'Accademia u Veneciji.
Vjerojatno najvažniji Tommasovi radovi naslikani su u Trevisu.
Godine 1352. Tommaso je kao izraz svojeg dominikanskog intelektualnog zvanja dobio posao izrade ciklusa fresaka s prikazom 40 dominikanskih učenjaka uključujući i pape, kardinale, teologe i filozofe. Rad se nalazi u bivšem dominikanskom samostanu sv. Nikole u Trevisu, danas sjemeništu. Između ostalih, ciklus freski prikazuje i kardinala Annibalea Annibaldija, crkvenog naučitelja Tomu Akvinskog, kardinala Hugha Aycelina i kardinala Latina Malabrancu Orsinija, koji su bili profesori na dominikanskom studiumu na Santoj Sabini preteči Papinskom sveučilištu "Sveti Toma Akvinski" Angelicum. Prikazan je i biskup i crkveni naučitelj Albert Veliki osnivač dominikanskog studiuma u Kölnu, i čuveni biblijski komentator kardinal Hugh of Saint-Cher. Portret Saint-Chera je najraniji poznati prikaz osobe koja nosi naočale.